# Vincent Sampaoli
Pour les articles homonymes, voir Sampaoli.
Vincent Sampaoli, né le 22 octobre 1968 à Huy est un homme politique belge wallon, membre du PS.
Il est régent en éducation physique et fonctionnaire.

## Fonctions politiques
- Bourgmestre d'Andenne depuis le 2 décembre 2024[1].
- Échevin d'Andenne jusqu'au 02 décembre 2024.
- Député fédéral depuis le 18 avril 2013 au 25 mai 2014 (remplaçant Valérie Déom)
- Député wallon du 22 juillet 2014 au 28 juillet 2017 remplaçant Éliane Tillieux